# Juliusz Brill
Juliusz Brill (ur. 19 listopada 1901 we Lwowie, zm. 20 lutego 1981 w Warszawie) – polski naukowiec, wykładowca na Uniwersytecie Warszawskim i w Szkole Głównej Gospodarstwa Wiejskiego. Specjalizował się w zagadnieniach z zakresu ogólnie pojętej medycyny weterynaryjnej, w szczególności mikrobiologii, oraz czynników warunkujących występowanie, przebieg i szerzenie się wśród zwierząt chorób zakaźnych. Członek korespondent Polskiej Akademii Nauk od 1965 roku, w poczet członków rzeczywistych tej instytucji został przyjęty w 1973 roku. Przewodniczył Polskiemu Towarzystwu Mikrobiologów. W 1961 został wybrany na stanowisko prezesa Polskiego Towarzystwa Nauk Weterynaryjnych. W 1977 za udział w uwolnieniu Polski od gruźlicy bydła otrzymał Nagrodę Państwową I stopnia.